# 木造町
木造町（きづくりまち）は青森県にあった、日本海に面していた町。
2005年2月11日に西津軽郡森田村、柏村、稲垣村、車力村と合併し、つがる市となった。合併後の人口は約4万人。
亀ヶ岡遺跡があり、遮光器形土偶（重文、東京国立博物館蔵）が出土した。

## 地理
- 山:
- 河川:岩木川
- 湖沼:冷水湖、大溜池、野崎池、堀切溜池、蔭ノ沢溜池、緩沢溜池、平滝沼、ツブ沼、治右ェ門沼、勘助沼、上沢辺沼、ベンセ沼、大滝沼、雁沼、タテコ沼、ソリ沼、冷水沼、作沼、唸沼、長沼、大堤、小堤

### 隣接していた自治体
- 五所川原市
- 西津軽郡：鰺ヶ沢町、森田村、柏村、稲垣村、車力村

## 歴史
- 1876年（明治9年）- 木作村、蓮沼村、升館村、松岡村、上木作村、下木作村、吉岡村が合併し、木造村となる。
- 1889年（明治22年）4月1日 - 町村制施行により、木造村、上相野村、下相野村、広須村、玉水村、蓮花田村、濁川村、下遠山里村が合併し、木造村となる。
- 1901年（明治34年）5月1日 - 町制施行、木造町となる。
- 1904年（明治37年）4月1日 - 木造町が分割され、8大字のうち木造を除く7大字の他村への編入が行われる。上相野、下相野は森田村へ、広須、玉水は柏村へ、蓮花田、下遠山里は出精村へ、濁川は柴田村へそれぞれ編入。大字木造は改めて木造町（のち大字無しの地域）となる。
  - これら大字の分割が行われた背景には、青森県立第四中学校（現・青森県立木造高等学校）の誘致に伴う土地収用費用を巡って、木造と他の7大字との間で対立が起こり、各大字との間で分離運動が始まったが、当時の町会議員の人数の事情などもあってなかなか決着を見なかった。その後1901年（明治34年）7月、木造と下相野との間で暴動が発生、死傷者10数人を出す結果となったことから、最終的には県が木造以外の7大字分離の命令を下し、それぞれの分割編入に至った[1]。
- 1955年（昭和30年）3月30日 - 西津軽郡木造町、越水村、柴田村、川除村、出精村、館岡村および鳴沢村大字出来島が合併し、木造町となる。
- 1958年（昭和33年）4月1日 - 大字小曲（旧・川除村の一部）が五所川原市に編入される。
- 2005年（平成17年）2月11日 - 西津軽郡森田村、柏村、稲垣村、車力村と合併し、つがる市となる。

## 産業
漁業
- 木造漁港

## 交通

### 鉄道
- JR五能線
  - 木造駅

### バス
- 弘南バス

### 道路
- 青森県道12号鰺ケ沢蟹田線

## 出身有名人
- 旭富士正也 - 力士（第63代横綱現：宮城野親方）
- 立汐祐治郎 - 力士
- 千年川亀之助 - 力士
- 高谷豊之助 - 貴族院多額納税者議員
- 西崎憲 - 小説家・翻訳家
- 青山良平 - ラジオパーソナリティ

## 関連作品
- 土偶ファミリー - 講談社の『月刊少年マガジン』にて連載された西川伸司の漫画。同漫画でも木造町が舞台となった。